# مارماهی‌های دریایی
مارماهی‌های دریایی (نام علمی: Muraenesox) نام یک سرده از تیره مارماهیان دریایی است.